# Поцех
По́цех (бел. Поцех) — озеро в Белоруссии, в Браславском районе Витебской области в бассейне реки Друйка, в 10 км на северо-восток от города Браслав. Относится к группе Браславских озёр и находится на территории Национального парка «Браславские озёра».

## Описание
Площадь поверхности озера 1,35 км². Средняя глубина равна 3,4 метра, наибольшая достигает 9,1 м. Длина озера — 2,55 км, ширина — 0,95 км. Длина береговой линии — 9,72 км. Объем воды — 4,52 млн м³. Площадь водосборного бассейна равна 28,6 км². Поцех на юго-западе соединено широкой протокой с озером Недрово. Озёра лежат на высоте 129,6 метра над уровнем моря. В озеро впадает ручей с озера Ильменек.
Склоны котловины озера свыше 10 м. Южные склоны образованы песчаной грядой высотой 25-30 метров, которая отделяет Потех от озера Недрово. Дно до 1,5 м песчаное, местами глинистое.
На берегу озера расположен агрогородок Слободка.
По озеру проходит туристический маршрут, организовано платное любительское рыболовство.